# Midi Onodera
Midi Onodera (Toronto, 26 de octubre de 1961) es una cineasta japonesa-canadiense. Las obras de Onodera presentan un collage de formatos, desde 16 mm hasta video Hi8 y video digital pasando por formatos de juguete digital de "gama baja", y abordan identidades individuales, colectivas, nacionales y transnacionales.

## Biografía
Onodera nació en Toronto, Ontario, y creció en un barrio de mayoría judía. Su abuela había llegado a Canadá a mediados del siglo XX y hablaba una rara combinación de japonés del período Meiji e inglés. En sus últimos años de universidad se centró a tiempo completo en estudios independientes, lo que le permitió tener pleno acceso a los equipos disponibles en la escuela. Fue una crítica negativa de un profesor en su valoración final lo que la inspiró para comenzar su carrera como cineasta; el profesor había dicho que ella iba en contra de las tradiciones de la pintura al escribir en el lienzo y contar historias.

## Trayectoria
Su trabajo consiste en cortometrajes, largometrajes y videos, y se ha distribuido internacionalmente. Creó más de 25 cortometrajes independientes, así como un largometraje teatral y numerosos videos cortos. A partir de 2006, Midi creó casi 500 videos cortos para diversos proyectos. Ha publicado, además, dos ensayos sobre cine móvil para Jump Cut.
La estudiosa de cine feminista Judith Mayne, escribió que la película de Onodera Ten Cents a Dance (Parallax) (1985) "está menos preocupada por las representaciones afirmativas de la experiencia lésbica que por las exploraciones de la ambivalencia y la presión simultáneas del lesbianismo con respecto a las polaridades de agencia y género". Mayne señala que esta película "casi provocó un motín" en el Festival de Cine Frameline de San Francisco.
La académica de cine Catherine Russell analizó el proyecto de "película al día" de Onodera, que consistía en 365 videos cortos filmados principalmente con una cámara digital de juguete "VcamNow". Russell describió los videos como "un paquete sorpresa o un caramelo que se desenvuelve, se saborea y se disuelve en la boca, o en la mano, según el caso". Sostiene que "el proyecto articula otro mundo espacial y temporal, que es el de los medios digitales: un mundo fragmentario, interconectado y omnipresente en el que el sujeto está infinitamente disperso".
La artista de performance Tanya Mars la calificó de "cineasta reflexiva y audaz en un momento en que había muy poca diversidad en el arte canadiense".
Onodera también ha sido panelista, miembro de jurado, ponente invitada y conferenciante para más de 50 organizaciones cinematográficas, instituciones y universidades de todo el mundo. Algunas de sus apariciones más destacadas son como ponente invitada para una clase de cine canadiense en la Universidad de Meiji en Tokio, Japón en 2008, como miembro del jurado del Consejo de las Artes de Toronto en 2002 o cómo ponente en varios debates para Winnipeg Film Group en 2015.
Trabaja para MAC Cosmetics como consultora de medios, directora y productora.

## Filmografía
- 1979 – Untitled
- 1979 – Contemplation
- 1979 – Reality-Illusion
- 1980 – A Film
- 1980 – Filter Queen
- 1981 – The Bird That Chirped On Bathurst
- 1981 – Home Movies
- 1981 – Food Trilogy
  - What's For Lunch Charley?
  - One Burger, Hold the Pickle
  - Aprés Diner
- 1982 – Endocrine
- 1982 – One If By Land, Two If By Sea
- 1983 – Idiot's Delight
- 1983 – Home Was Never Like This
- 1984 – Ville Quelle Ville
- 1985 – Ten Cents A Dance
- 1985 – Made In Japan
- 1985 – After Car Crash, Woman Kills Two
- 1985 – The Dead Zone
- 1988 – The Displaced View
- 1988 – Then/Now
- 1989 – General Idea - Perfil artístico
- 1990 – David Cronenberg - Perfil artístico
- 1990 – Heartbreak Hoteru
- 1992 – A Performance by Jack Smith
- 1995 – Skin Deep
- 2000 – the basement girl
- 2001 – Slightseer
- 2002 – Nobody Knows
- 2002 – Alphagirls
- 2005 – I have no memory of my direction
- 2006 – 365 SHORT VIDEOS
- 2007 – First Bloom, preseleccionado en Filminute 2007
- 2009 – A Movie a Week
- 2017 – The Coyotes Must See the Moon...
- 2017 – Down the Drain
- 2017 – NUTS[10]

## Premios
| Año  | Premio                                                   | Festival                                                 | Película                         |
| ---- | -------------------------------------------------------- | -------------------------------------------------------- | -------------------------------- |
| 2018 | Premio del Gobernador General en Artes y Medios Visuales | Consejo de las Artes de Canadá                           |                                  |
| 2015 | Premio a la Trayectoria                                  | Festival de Cine Urbano de Toronto                       |                                  |
| 2008 | Mención honorífica                                       | Festival Internacional de Cine Asiático Reel de Toronto  | A Movie A Day                    |
| 2006 | Mención honorífica                                       | Festival de Cine de Ann Arbor                            | I Have No Memory of My Direction |
| 2006 | Mención honorífica                                       | Mobifest                                                 | If These Walls Could Talk        |
| 2001 | Mejor Cortometraje Lésbico                               | Sapphos 2001 Movie Awards de la revista Girlfriends      | The Basement Girl                |
| 1995 | Mejor Largometraje: Premio del Público                   | Festival Internacional de Cine Lésbico y Gay de Hamburgo | Skin Deep                        |
| 1995 | Mejor Cortometraje: Premio Especial del Jurado           | Festival Internacional de Cine Lésbico y Gay de Hamburgo | Ten Cents a Dance (Parallax)     |
| 1989 | Mejor Documental (nominado)                              | Premios Géminis                                          | The Displaced View               |
| 1989 | Mención especial                                         | Premios Géminis                                          | The Displaced View               |
| 1988 | Mención honorífica, Premio Golden Gate                   | Festival Internacional de Cine de San Francisco          | The Displaced View               |